# 월나라
월나라(越)는 중국 춘추 전국 시대의 나라이다. 무여(無余)가 주나라 왕실로부터 책봉받았으며, 구천 때 전성기를 누렸다. 백월족이 건국하였다.

## 국호
《죽서기년》 고본에서는 우월于粤로, 금본에서는 우월于越로 표시한다. 하휴는 《춘추공양전》에 주해를 달면서 월나라 사람들은 스스로 어월於越이라 부르는 반면 중원의 화하족은 越이라 불렀다고 전한다. 이들은 중원의 화하족들과는 그 습속이 달라 사이로 분류된다. 《춘추좌씨전》, 《국어》, 《사기》에서는 모두 越로 표시하며, 《월절서》에서는 大越이라 쓴다. 이전에는 于越이라는 표기는 제나라나 노나라 등 외국에서 부르는 통칭으로 여겨졌었는데 상하이 박물관이 소장 중인 월나라의 청동기에서 스스로 우월于越이라 적은 사실이 발견되면서 스스로도 于越이라는 표기를 사용했음이 알려졌다.:114-115:9-15
상나라의 갑골문에서 월나라의 민족을 묘사할 때나 월나라에서 제작된 청동기의 절대다수에서는 戉로 등장한다. 뤄샹린은 戉은 부월을 나타내는 글자로 해석했다. 웨이쥐시엔은 戉은 고대 저장성 지역에서만 사용된 무기인 까닭에 이 지역에 량주 문화 말기부터 거주하던 민족을 나타내는 표현이 되었다고 설명한다.:5-6 쟁기나 자귀를 설명한다고 보는 시각도 있으나 일반적으로는 평평한 석제 부월을 나타낸다고 본다.:116-120

## 기원

### 사성설(姒姓說)
오, 월 스스로는 황제 후손을 주장하였다. 현재는 오는 주나라 희성, 월은 하나라 사성으로 정의 된다. 사마천은 사서에서 월나라 국성은 사(姒)씨로서 하왕조에서 나왔다고 한다. 하나라 시조 우 (하나라)의 무덤은 월나라 영역 저장성 사오싱에 있는데 실제 우의 무덤인지 고증되지는 않았고, 중원으로 비정되는 허난성과는 지역적 차이가 너무 크다. 월나라 왕성은 고(顧)씨인데 중국에서 "구"로 발음되므로 구씨이다. 중국의 발음 체계는 고대와 현재가 차이가 있는데 베트남에서도 한국과 사실상 마찬가지로 고(顧)씨다.

## 민족
월은 고대 남방 민족의 통칭이다. 월나라에서 초나라가 건국되어 진나라를 멸망시키고 월나라·초나라를 바탕으로 한나라가 건국되면서 중국어는 더욱 더 남방 즉 동남아시아 북부의 타이어파 언어와 오스트로아시아어족의 백월(百越)어와 유사해졌으며 성조가 많아지게 되었다. 유전자 조사 결과 현재 북방 중국인과는 차이가 크며, 더 이질적인 DNA로 조사되었다. 초나라 출신 유방이 한나라를 건국하면서 월나라에 있던 동남아시아 북부와 가까웠던 초나라, 한나라의 중국 한족들은 중국어에 성조라는 특징이 생기게 된다. 현재 남중국인(Southern Chinese)와 북중국(Northern Chinese)는 유전적으로 매우 다르며 북중국인과 한국인 그리고 일본인의 유전자 차이성보다 북중국인(북경, 허베이 등 중국 북부)과 남중국인(후난성, 장쑤성, 푸젠성, 저장성 등 중국 남부)의 유전자의 차이성이 훨씬 크다. 그 이유는 북방 이민족이 중국의 화북지방을 지속적으로 정복하여 월나라, 초나라를 바탕으로 한 한나라 한족들을 남쪽으로 몰아내 정착하였고 끝에는 빈번히 남중국까지 정복하였기 때문이다. 남중국(South China)의 경우 한나라 때부터 현재까지 이민족에 정복당하기 이외에는 항상 한족의 영토였다. 또한 북방 이민족은 유수의 한족 가문들을 남중국(South China)까지 몰아냈고 남중국은 한족들이 이민족을 대항하는 본거지라고 말해도 부족하지 않다. 그런데 북중국인의 유전자는 남중국인과 매우 차이가 크다는 이유는 북방 이민족이 북방 중국 즉 화북지역을 차지하여 한나라의 한족을 남중국으로 몰아냈기 때문이라고 보는 것이 타당하다.

## 지리
월나라의 위치는 오늘날 저장성 사오싱 시를 중심으로 하여 광둥성, 장시성, 푸젠성 등의 중국 동남부와 베트남 북부에 이르는 지역이었다. 기원전 473년에 오나라를 멸망시켰고, 그 후 초나라에 멸망당한다. 범려가 구천을 보좌할 때 가장 세력이 강력했으며, 후에 점점 쇠퇴의 길을 걸었다. 기원전 306년 구천의 6대손인 무강 때 초나라에 멸망했다.
중심지인 저장 성 사오싱 시에 우임금의 무덤이 있다고 한다. 저장성은 유방의 출신지이며, 진나라 반군의 군사 기지였다. 초한쟁패기 서초가 재건된 지역이며, 전류가 건국한 오월이 있었던 지역이다. 이 지역은 사람들은 한국, 일본과 교역을 많이 하였다. 백제 시대 문헌에 월나라 성씨에 대한 기록이 남아 있다.

## 흥망성쇠
오나라의 부차에게 패배하여 수모를 겪은 월나라는 오자서가 버티고 있던 오나라를 반간계와 이간계 등의 책략으로 멸망시켜, 안정기에 접어들지만, 당시 월나라를 지탱한 두 공신 범려와 문종의 실각으로, 점차 몰락의 길을 걷게 된다. 한편 구천왕의 시기심을 잘 알고 있는 범려는, 그를 피해 제나라로 잠적하나, 문종은 구천왕의 질투심으로 숙청당한 이후, 나라는 조금씩 쇠퇴하기 시작하여, 기원전 464년에 구천왕이 승하하면서, 월나라는 점차 쇠퇴의 길로 접어든다.

## 멸망
기원전 306년, 구천왕의 6대손인 무강왕의 시대에 초나라 위왕의 원정으로 초나라에 패했다. 무강왕은 초나라의 추격을 받다가 포로로 잡혀 처형되었다.
월나라 세력은 멸망 이후 일부는 초나라에 흡수되었다. 한나라 건국 한나라에게 귀속되어 민(閩), 동월(東越) 등이 제후국이 되어 해양 세력으로 발전한다. 일본 후쿠이켄에 월국이 존재하나 이 월나라와는 관련이 없다.

## 역대 군주
| 대수                | 이름        | 재위 기간                   | 재위 햇수 | 출신과 관계              | 사료 출처                  |
| ------------------- | ----------- | --------------------------- | --------- | ------------------------ | -------------------------- |
| 1                   | 무여 (無餘) |                             |           | 하나라 소강의 서자(庶子) | 사기 월세가(史記 越世家)   |
| 2 ~ 9대 군주 미상   |             |                             |           |                          |                            |
| 11                  | 무임 (無壬) |                             |           |                          | 오월춘추(吳越春秋)         |
| 12                  | 무역 (無䁺) |                             |           |                          | 오월춘추                   |
| 13 ~ 32대 군주 미상 |             |                             |           |                          |                            |
| 33                  | 부담 (夫譚) |                             |           |                          | 사기 월세가                |
| 34                  | 윤상 (允常) | ? ~ 기원전 497년            |           | 부담의 아들              | 사기 월세가                |
| 35                  | 구천 (勾踐) | 기원전 496년 ~ 기원전 464년 | 33년      | 윤상의 아들              | 사기 월세가 전국사(戰國史) |
| 36                  | 녹영 (鹿郢) | 기원전 463년 ~ 기원전 458년 | 6년       | 구천의 아들              | 사기 월세가 전국사         |
| 37                  | 불수 (不壽) | 기원전 457년 ~ 기원전 448년 | 10년      | 녹영의 아들              | 사기 월세가 전국사         |
| 38                  | 옹 (翁)     | 기원전 447년 ~ 기원전 411년 | 37년      | 불수의 아들.             | 사기 월세가 전국사         |
| 39                  | 예 (翳)     | 기원전 410년 ~ 기원전 375년 | 36년      | 월왕 옹(주구)의 아들     | 사기 월세가 전국사         |
| 40                  | 착지 (錯枝) | 기원전 374년 ~ 기원전 373년 | 2년       | 월왕 옹의 손자           | 사기 월세가 전국사         |
| 41                  | 무여 (無余) | 기원전 372년 ~ 기원전 361년 | 12년      | 착지의 친척              | 사기 월세가 전국사         |
| 42                  | 무전 (無顓) | 기원전 360년 ~ 기원전 343년 | 18년      |                          | 사기 월세가 전국사         |
| 43                  | 무강 (無彊) | 기원전 342년 ~ 기원전 306년 | 37년      | 무전의 동생              | 사기 월세가 전국사         |

## 같이 보기
- 따이어파
- 오스트로네시아어족
- 오스트로타이어족
- 타이계 제족
- 오스트로네시아족
- 백월
- 오 (춘추)